# Yonten Gyatso
Yonten Gyatso, Gyalwa Yonten Gyatso (tibetano:ཡོན་ཏན་རྒྱ་མཚོ་, wylie:yon tan rgya mtsho, pinyin tibetano:Yoindain Gyaco) (1589-1616), cuarto dalái lama. Junto con el sexto dalái lama, son los únicos no tibetanos. Nació en la familia real de los khanes mongoles y fue descendiente de Genghis Khan, lo que le trajo problemas de índole política.
Inició su educación en Mongolia y más tarde, acabó en el monasterio de Drepung.